# فنجانية
فنجانية أو الكوبية (الاسم العلمي: Pezizaceae) أو الفصيلة الترفزية (الاسم العلمي: Terfeziaceae) هي فصيلة من الفطريات تتبع رتبة الفنجانيات من طائفة الفنجاناويات

## أجناس
- فطر فنجاني (الاسم العلمي: Peziza)